# Claude Augé
Pour les articles homonymes, voir Augé.
Claude Augé, né le 31 octobre 1854 à L'Isle-Jourdain, mort le 22 juillet 1924 à Fontainebleau, est un pédagogue, éditeur et lexicographe français.

## Biographie
Il est d'abord instituteur puis, après avoir épousé Laurence Jury (1862-1927), la petite-nièce de l'épouse de Pierre Larousse (Pauline Suzanne Caubel), il rejoint en 1885 la Librairie Larousse comme aide comptable et devient rapidement l'un des directeurs de l'entreprise. Jusqu'à sa mort, il ne cesse de poursuivre l'œuvre du célèbre lexicographe.
En 1920, tout en poursuivant son œuvre, il choisit de se faire remplacer, dans ses fonctions éditoriales, par son fils Paul Augé.

## Œuvres personnelles
- de 1891 à 1895 : Cours d'histoire de France (niveaux : cours préparatoire, cours élémentaire et cours moyen), en collaboration avec Maxime Petit. Ouvrages ayant fait l'objet de nombreuses rééditions jusqu'en 1923.
- de 1890 à 1912 : Cours de grammaire en 4 volumes (du cours préparatoire au cours supérieur) : cette brillante collection a formé des générations de Français (certificat d'études ; brevet élémentaire ; brevet supérieur) jusqu'à la veille de la Seconde Guerre mondiale.
- 1889 : Le Livre de musique. Nombreuses rééditions jusqu'en 1954.
- en 1899 : Boky fiomanana amin' ny tantaran' i Frantsa nation'i Claude Augé sy Maxime Petit, nadikan-d Razafimahefa ho teny malagasy... - Livre préparatoire d'histoire de France... traduit en malgache par Razafimahefa... Paris : Larousse, (1899)
- 1905 : le Cabinet de l'instituteur

## Maîtrise d'ouvrages
- 1889 : Dictionnaire complet illustré en 1 volume.

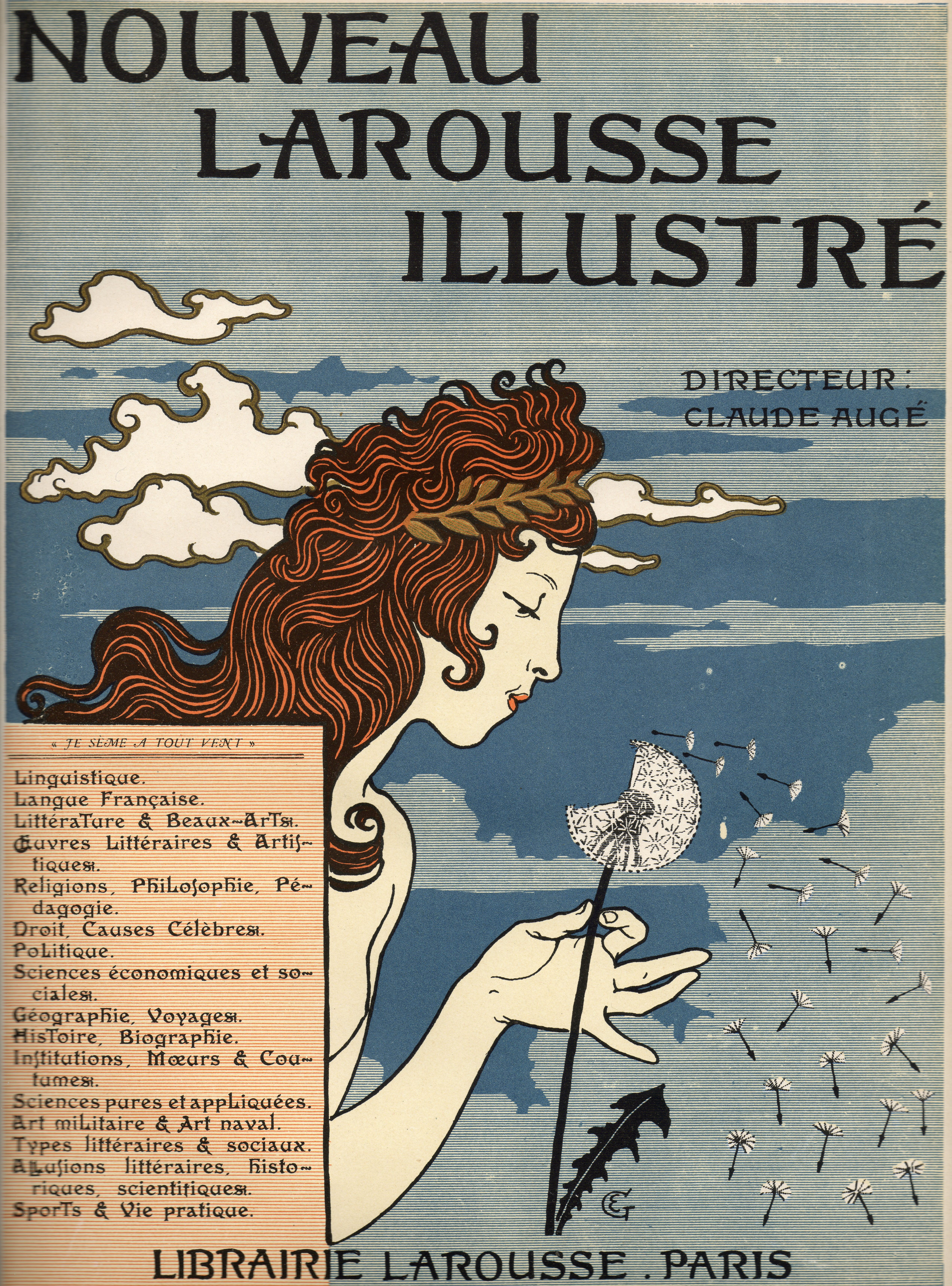
Page de garde du Nouveau Larousse illustré (1897-1904) en 7 volumes.

- 1897-1904 : Nouveau Larousse illustré, en sept grands volumes (plus 1 supplément en 1907).Successeur "allégé" et entièrement repensé du Grand Dictionnaire Universel du XIXe siècle de Pierre Larousse, en quinze volumes et deux suppléments. Le Nouveau Larousse Illustré visait à l'objectivité et à la précision scientifique, absente chez son prédécesseur (rigueur dans les définitions, choix d'exemples pertinents et surtout introduction d'une riche iconographie de haute qualité pour l'époque). Ce dictionnaire, qui connut un véritable succès éditorial, a ouvert la voie par sa conception encyclopédique aux dictionnaires contemporains.
- 1905 : Petit Larousse illustré (successeur du Dictionnaire complet illustré).Il résumait en 1 volume ce que développait avec une extraordinaire richesse le Nouveau Larousse Illustré en 7 gros volumes.
- 1907 : L'unique supplément du Nouveau Larousse illustré
- 1907 et 1908 : Larousse pour tous (2 volumes)
- 1910 : Larousse classique illustré.Nouveau dictionnaire encyclopédique en un volume de plus de 1100 pages avec 4150 gravures - 70 tableaux - 114 cartes car "Un dictionnaire sans exemples est un squelette". Il donnera lieu a de nombreuses éditions, quatre-vingtième édition en 1939.
- 1922 : Larousse universel (successeur du Larousse pour tous).Il représentait le Larousse familial par excellence. En effet, ses 2 gros volumes offraient des informations plus développées que dans le Petit Larousse tout en demeurant accessible, par son prix de vente, à une majorité de familles.
- 1924 : Nouveau Petit Larousse illustré.

Pour des détails complémentaires, se reporter à l'article Éditions Larousse.

## Publication périodique
- 1907-1957 : Larousse mensuel illustré

## Divers
La ville natale de Claude Augé, L'Isle-Jourdain (Gers), a honoré son concitoyen en créant une « avenue Claude-Augé ».
Toujours à l'Isle-Jourdain, l'hôtel particulier de Claude Augé, situé place de l'Hôtel de Ville, et qui abrite au début du XXIe siècle des associations et un appartement, a été classé au titre des monuments historiques le 10 février 1992 (arrêté presque aussitôt annulé, puis renouvelé le 2 octobre de la même année). L'immeuble a été classé pour ses vitraux Art nouveau, dont le plus célèbre est inspiré par la Semeuse d'Eugène Grasset (1845-1917), qui servit de monogramme à la Librairie Larousse de 1890 à 1937, modernisé à partir de 1954. Elle laisse place, en 1960, à une création de Jean Picart Le Doux qui disparaît en 1967 de la jaquette pour revenir en 1999.